# Agalenocosa denisi
Agalenocosa denisi är en spindelart som först beskrevs av Lodovico di Caporiacco 1947.  Agalenocosa denisi ingår i släktet Agalenocosa och familjen vargspindlar.
Artens utbredningsområde är Guyana. Inga underarter finns listade i Catalogue of Life.